# Snapbacks liga 2025
Snapbacks liga 2025 je 32. ročníkem nejvyšší ligy amerického fotbalu v Česku. Základní část začala 22. března 2025 a skončila 15. června 2025. Finálový zápas s názvem Tipsport Czech Bowl XXXII se 12. července 2025 odehrál na Městském stadionu ve Znojmě. Mistrem ligy se stal tým Vysočina Gladiators.

## Týmy
Soutěže se účastnilo 7 týmů, které byly zařazeny do jedné společné skupiny. 
- Nitra Knights
- Znojmo Knights
- Vysočina Gladiators
- ISMM Ostrava Steelers
- St. Nicolaus Bratislava Monarchs
- Přerov Mammoths
- Pilsen Patriots

Každý tým odehrál v základní části 10 zápasů (po 2 zápasech proti 4 vybraným týmům a po 1 zápase proti zbývajícím 2 týmům). Čtyři nejlépe umístěné týmy po základní části postoupily do semifinále.
Oproti předchozí sezoně se nezúčastnily týmy Pardubice Stallions a Ústí nad Labem Blades, naopak se do nejvyšší ligy vrátil tým Pilsen Patriots, který v předchozí sezoně (2024) vyhrál 2. ligu.

## Základní část

### Tabulka[3]
| Tým                              | Z  | V | P | Skóre   | Poměr |
| -------------------------------- | -- | - | - | ------- | ----- |
| Nitra Knights                    | 10 | 9 | 1 | 276:165 | .900  |
| Vysočina Gladiators              | 10 | 9 | 1 | 353:71  | .900  |
| Znojmo Knights                   | 10 | 6 | 4 | 187:186 | .600  |
| ISMM Ostrava Steelers            | 10 | 4 | 6 | 208:239 | .400  |
| St. Nicolaus Bratislava Monarchs | 10 | 4 | 6 | 214:234 | .400  |
| Přerov Mammoths                  | 10 | 2 | 8 | 80:217  | .200  |
| Pilsen Patriots                  | 10 | 1 | 9 | 99:305  | .100  |

### Výsledky
| ↓Domácí / Hosté→ | NIT   | KNI   | GLA  | STE   | MON   | MMT   | PTR   |
| ---------------- | ----- | ----- | ---- | ----- | ----- | ----- | ----- |
| Nitra Knights    | –     | 13–17 | 19–7 | 35–10 | 36–35 | 40–15 |       |
| Znojmo Knights   | 21–27 | –     | 0–49 | 34–10 | 14–13 |       | 27–14 |
| Gladiators       |       | 41–8  | –    | 37–14 | 53–7  | 38–7  | 61–0  |
| Steelers         | 14–17 |       | 3–38 | –     | 42–27 | 24–8  | 56–13 |
| Monarchs         | 26–30 | 26–20 | 7–39 |       | –     | 34–6  | 18–6  |
| Mammoths         | 7–17  | 7–13  |      | 10–3  | 6–28  | –     | 20–13 |
| Patriots         | 20–49 | 0–33  | 6–45 | 20–40 |       | 7–0   | –     |

Barvy: modrá = výhra domácích, červená = výhra hostů
Zdroj: 

## Play-off

### Pavouk
|  | Semifinále 29. června 2025 | Semifinále 29. června 2025 | Semifinále 29. června 2025 |  |  | Finále 12. července 2025 | Finále 12. července 2025 | Finále 12. července 2025 |
|  |                            |                            |                            |  |  |                          |                          |                          |
|  | 1.                         | Nitra Knights              | 21                         |  |  |                          |                          |                          |
|  | 4.                         | ISMM Ostrava Steelers      | 24                         |  |  |                          |                          |                          |
|  |                            |                            |                            |  |  |                          | Vysočina Gladiators      | 60                       |
|  |                            |                            |                            |  |  |                          | ISMM Ostrava Steelers    | 10                       |
|  | 2.                         | Vysočina Gladiators        | 24                         |  |  |                          |                          |                          |
|  | 3.                         | Znojmo Knights             | 21                         |  |  |                          |                          |                          |

### Semifinále
| 28. června 2025 14:00 |                                |                       |                                                                   |
| Nitra Knights         | 21 – 24                        | ISMM Ostrava Steelers | Štadión pod Zoborom, Nitra diváci: 1230 rozhodčí: Václav Kriesman |
|                       | (7:0, 7:14, 0:3, 7:7) (Report) |                       | Štadión pod Zoborom, Nitra diváci: 1230 rozhodčí: Václav Kriesman |

| 28. června 2025 16:00 |                                |                |                                                            |
| Vysočina Gladiators   | 24 – 21                        | Znojmo Knights | Na Stoupách, Jihlava diváci: 621 rozhodčí: Stanley Hameder |
|                       | (6:7, 7:0, 0:7, 11:7) (Report) |                | Na Stoupách, Jihlava diváci: 621 rozhodčí: Stanley Hameder |

### Finále – Tipsport Czech Bowl XXXII
| 12. července 2025 18:30 |                                   |                       |                                                           |
| Vysočina Gladiators     | 60 – 10                           | ISMM Ostrava Steelers | Husovy Sady, Znojmo diváci: 975 rozhodčí: Stanley Hameder |
|                         | (11:7, 21:0, 14:3, 14:0) (Report) |                       | Husovy Sady, Znojmo diváci: 975 rozhodčí: Stanley Hameder |